# 905年大彗星
905年大彗星（Great Comet of 905），正式命名為C/905 K1，是一顆905年肉眼可見的彗星。由於其非凡的亮度，它被認為是大彗星之一。

## 觀測紀錄
10世紀的中國編年史《唐會要》和11世紀的《新唐書》，以及18世紀的日本文獻，都對這顆彗星紀錄下非常生動的描述。許多歐洲消息來源也提到這顆彗星出現在天空中。
這顆彗星是中國人於905年5月18日的傍晚天空中發現的，據說它與金星非常相似。根據紀錄彗星尾巴是從「掃帚星」發出的，長度為30至40度。彗星出現在西北方，顏色為血紅色。到了第二天晚上，變成了“白絲綢”色。
13世紀伊拉克的伊本·阿烏齊伊（Ibn al-Jawzi）所著的編年史《al-Muntaẓam fī tārīḫi l-mulūk wa-l-umam》也報道說，「在拉賈10日的晚禱時，一顆帶尾巴的星星從天空中升起」和伊本·伊達里（Ibn 'Idhari）在他的《安達盧西亞編年史》和馬格里布《al-Bayānu l-muġrib fī aḫbāri l-Andalus wa- l-Maġrib》中提到「在拉布，一顆彗星出現在摩羯座，位於離大熊座不遠的北方。」5月21日，日本又有一次獨立發現。
5月22日，中國人描述了一條從雙子座延伸到大熊座的長尾巴，據說長度超過30°。日本紀錄指出，接近月底時，彗星尾巴向東南“伸展穿過天空”，長度超過300°。雖然這個紀錄可能是印刷錯誤或是嚴重誇大，但是「伸展穿過天空」可能意味著尾巴的長度超過100°。
日本人在6月6日之前提到這顆彗星的尺寸已經慢慢減小，最後一次觀測到它是在6月8日。中國在6月12日仍然報告了彗星亮度“非常強烈”，稱這顆彗星現在接近獅子座和處女座，它的尾巴仍然伸過天空。這次可能是最後一次在夜空中看到彗星，因為隨後幾天中國的天空陰沉，當6月18日再次放晴時，彗星已經消失了。
歐洲編年史中只記錄下一些細節，例如10世紀的德文《Reginonis Chronicon》報導了五月彗星的出現。11世紀的法國文獻《Annales Floriacenses》也報道稱， 5月中旬的一個星期四，在北方發現了一顆恆星，它向東南方投射出一道「像長矛一樣」的大光束，並持續長達23天可見。12世紀的德國文獻《Annales Corbeienses》報導「一顆彗星出現在五旬節（905年5月19日）」。
兩本10世紀的拜占庭編年史提到，在君士坦丁七世皇帝出生前後出現了一顆彗星。萊昂·迪亞科諾斯（Leon Diakonos）在《歷史》中寫道：“在他出生和死亡時，天空中出現了一顆星，這是出生和死亡的預兆。” 
《萊昂文法年表》記載：“然後一顆明亮的彗星立即出現，它的光線向東方投射，並且40個夜晚都可見。”根據先前的觀點，君士坦丁七世在西元905年主顯節（1月6日）受洗，因此亞歷山大·居伊·潘格雷（Alexandre Guy Pingré）和喬治·弗雷德里克·錢伯斯（George Frederick Chambers）假設這些報道指的是904年末出現的一顆彗星。根據最近的研究，君士坦丁七世並不是出生於905年初，而是出生於905年9月，並在一兩個月後接受了洗禮。由於亞洲文獻中沒有904年彗星的紀錄，因此這些紀錄可能是指905年大彗星。
這顆彗星在5月23日左右達到了0等。